# Bruce Smith (football américain, 1920)
Pour les articles homonymes, voir Bruce Smith (homonymie) et Smith.
College Football Hall of Fame 1972
(en) Statistiques sur pro-football-reference
Bruce Philip Smith (né le 8 février 1920 à Faribault et mort le 28 août 1967 à Alexandria) est un joueur américain de football américain.

## Enfance
Natif de Faribault, Smith étudie à la Faribault High School où il est un grand joueur de l'équipe, entraîné par Win Brockmeyer.

## Carrière

### Université
Il entre à l'université du Minnesota et intègre les rangs de l'équipe de football américain des Golden Gophers. Il remporte avec son université, deux titres de champion national dont le dernier comme capitaine de l'équipe. Il reçoit le Trophée Heisman lors de cette dernière année, en 1941.

### Professionnel
Bruce Smith est sélectionné au treizième tour du draft de la NFL de 1942 par les Packers de Green Bay au 119e choix. Néanmoins, il doit participer à la Seconde Guerre mondiale et sert comme pilote de combat.
Dès son retour, il fait ses premiers pas en NFL mais il doit se contenter d'un poste de remplaçant. Il marque le seul touchdown de sa carrière en 1947. Il commence la saison 1948 avec Green Bay mais la termine avec les Rams de Los Angeles. Sa carrière se termine après cette saison.

## Décès
En 1967, un cancer est diagnostiqué chez Smith, qui, à partir de cet instant, va venir soutenir de jeunes malades tout comme lui. Il meurt le 28 août 1967 à l'âge de quarante-sept ans. Il est inhumé dans le cimetière national de fort Snelling. 
En 1972, il est introduit au College Football Hall of Fame et son numéro #54 est retiré des effectifs des Golden Gophers du Minnesota en 1977.